# Necbete
Necbete (Nekhbet) é uma deusa do Antigo Egito, adorada em Nequebe (Elcabe), no Alto Egito. Rapidamente se tornou a deusa tutelar do sul do Egito e sob esse título assegurava a proteção do faraó. O animal que lhe representava, o abutre, foi incorporado nos atavios faraônicos.